# Gräsbo, Östervåla
Gräsbo är en by i Östervåla socken, Heby kommun.
Byn omtalas första gången 1350. 1541 fanns här tre hela och ett halvt mantal skatte, och ett mantal frälse. Frälsegården som omtalas första gången 1362 lydde under Viby säteri i Harbo socken. 1687 fanns här tio gårdar samt ett soldattorp för soldaten Gräs.